# Carl Fredrik Larsen
Carl Fredrik Larsen, född 19 september 1830 i Kristiania (nuvarande Oslo), död där 21 september 1909, var en norsk läkare. 
Larsen blev candidatus medicinæ 1854, var förste underläkare vid Rikshospitalet 1864–67 och överläkare i medicin 1870–80. Han var även militärläkare och avgick som sanitetskapten 1898. 
Larsen väckte tuberkulosfrågan i Norge och utarbetade det första utkast, på vilket 1900 års lag grundade sig och pekade på nödvändigheten av att inrätta sanatorier. Han skrev härom Om offentlige Foranstaltninger mod Tuberkulosen (1894 och 1895), Vedkommende Tuberkulosens Aarsagsforhold (1898) och flera andra skrifter. 
Under senare år ägnade sig Larsen åt antropologi, invaldes i Videnskabsselskabets antropologiska kommitté och blev dess ordförande. Hans arbete Norske Kranietyper, i vilket han ansåg sig kunna påvisa "Jædertypen", "Trøndertypen", "den nordlandska typen" och flera andra, prisbelönades.